# Túc Nam
Huyện tự trị dân tộc Yugur Túc Nam (giản thể: 肃南裕固族自治县; phồn thể: 肅南裕固族自治縣; Hán-Việt: Túc Nam Dụ Cố tộc Tự trị huyện; tiếng Tây Yugur: Sunan Joɣur Zidʐiʃen) là một huyện tự trị thuộc địa cấp thị Trương Dịch, tỉnh Cam Túc, Cộng hòa Nhân dân Trung Hoa. Huyện này có diện tích 20.456 km², dân số năm 2002 là 40.000 người, trong đó dân tộc Yugur chiếm 90% dân số. Mã số hành chính của Túc Nam là 734400. Chính quyền Túc Nam đóng ở trấn Hồng Loan Tự.

## Các đơn vị hành chính
Về mặt hành chính, huyện tự trị này được chia thành 2 trấn, 6 hương. 
- Trấn: Hồng Loan Tự, Hoàng Thành.
- Hương: Kì Phong, Minh Hoa, Đại Hà, Khang Lạc, Mã Đề và Bạch Ngân.